# Eranno ehlersii
Eranno ehlersii är en ringmaskart som först beskrevs av M'Intosh 1885.  Eranno ehlersii ingår i släktet Eranno, och familjen Lumbrineridae. Arten har ej påträffats i Sverige.